# Baldur's Gate
Baldur's Gate is een rollenspel (RPG) dat is ontwikkeld door BioWare en uitkwam in november 1998.

## Spel
In het spel groeit het personage dat men speelt tijdens het spel. De karaktereigenschappen van het spelfiguur veranderen met de prestaties. Baldur's Gate is gebaseerd op de Forgotten Realms-setting van het spel Dungeons & Dragons. Forgotten Realms is een gefingeerde maar niettemin sterk gedefinieerde virtuele wereld, waarin zich bedachte steden en bewoners bevinden. Het pc-spel speelt zich af rond een van die steden in de Forgotten Realms (ook wel Faerun genaamd): Baldur's Gate.
De speler begint in de bibliotheek van een klooster, genaamd Candlekeep. Door opdrachten te vervullen en vijanden te verslaan, worden de verschillende teamleden van de speler geleidelijk sterker. Sommige opdrachten moet de speler voltooien om te vorderen in de verhaallijn, maar het grootste deel staat hier los van en kan de speler naar believen invullen.
Kenmerkend aan de Baldur's Gate-trilogie is dat de speler een vijftal personages om zich heen verzamelt. Met een zelf samengestelde groep moet de speler het spel doorlopen. Hoewel de speler deze personages direct kan besturen, hebben ze ook allemaal een eigen achtergrond. Daardoor heeft de speler een grote mate van interactie met zijn of haar reisgenoten, bijvoorbeeld in de vorm van dialogen, romances en het oplossen van persoonlijke problemen.

### Uitbreiding
Van Baldur's Gate is een uitbreiding genaamd Baldur's Gate: Tales of the Sword Coast. Ook is er een tweede spel, Baldur's Gate II: Shadows of Amn, dat naast een verbeterde grafische weergave en een langere speelduur weinig verandert aan de spelformule. Larian Studios heeft op 6 juni 2019 een vervolg op de serie aangekondigd via Google Stadia Connect.
Op 28 november 2012 werd Baldur's gate: Enhanced edition uitgebracht. Hierin werden veel vernieuwingen aangebracht, zoals alle aanvullingen uit het spel Baldur's Gate II.